# La casa dell'uragano
La casa dell'uragano (Return to the Scene) è un romanzo giallo del 1941 della coppia di scrittori noti come Patrick Quentin (Hugh Callingham Wheeler e Richard Wilson Webb), pubblicato però con lo pseudonimo di Q. Patrick.

## Trama
Ivor Drake è un milionario e un playboy, ma soprattutto è un sadico, abituato ad avere tutte le donne che desidera, e a gettarle via quando se ne è stancato: ha letteralmente fatto morire la moglie Rosemary, suicidatasi dopo aver scoperto che genere d'uomo fosse.
Ora Ivor ha messo gli occhi sulla giovanissima Elaine Chiltern, e sta per sposarla nella sua isola privata alle Bermude, complice il fatto che la famiglia di lei è in ristrettezze economiche a causa della malattia invalidante del capofamiglia Gilbert (il padre di Elaine). Ma non tutti vedono di buon occhio questo matrimonio: in particolare Kay Winyard, zia di Elaine (sorella di sua madre Maud), ed ex-fiamma di Ivor, che però a differenza di Rosemary è riuscita a lasciare prima che la loro relazione diventasse distruttiva per lei. Ora è arrivata per aprire gli occhi alla nipote e salvarla da un matrimonio pericoloso.
Ma altre persone riunite sull'isola hanno interesse a che questo matrimonio non si compia. E una di loro ricorre al mezzo più drastico per ottenere questo risultato: pochi giorni prima del matrimonio, infatti, Ivor viene brutalmente ucciso da un colpo alla testa. Ora tutti, comprese Elaine e Kay, sono sospettate di omicidio. E comincia quindi la solita girandola di bugie per coprirsi a vicenda. Ma le verità verranno comunque a galla, e dopo un secondo omicidio un colpevole pagherà infine per i suoi crimini.

## Personaggi
- Ivor Drake, playboy e milionario
- Kay Winyard, ex-fiamma di Ivor
- Gilbert Chiltern, ex-uomo d'affari, ora invalido
- Maud Chiltern, sua moglie, sorella di Kay
- Elaine e Terry Chiltern, i loro figli
- Simon Morley, vicina di Ivor Drake
- Alice Lumsden, cugina povera di Ivor e infermiera di Gilbert
- Don Baird, giovane impiegato da Ivor come barcaiolo
- Dottor Tim Thorne, medico legale
- Maggiore Clifford, della Polizia delle Bermude

## Edizioni italiane
- La casa dell'uragano, traduzione di Sem Schumpler, collana Il Giallo Mondadori n. 214, Arnoldo Mondadori Editore, marzo 1953.
- La casa dell'uragano, traduzione di Sem Schumpler, collana I classici del Giallo Mondadori n. 88, Arnoldo Mondadori Editore, giugno 1970.
- La casa dell'uragano, traduzione di Sem Schumpler, in Delitti in vacanza, collana Gli speciali del Giallo Mondadori n. 29, Arnoldo Mondadori Editore, luglio 2001.